# 达马尔
达马尔（法語：Dammard，法語發音：[damaʁ]）是法国上法蘭西大區埃纳省的一个市镇，属于蒂耶里堡区

## 地理
达马尔（49°8'41"N, 3°11'52"E）面积7.96 平方千米，位于法国上法蘭西大區埃纳省，该省份为法国北部内陆省份，北起北部省，西接索姆省和瓦兹省，东临阿登省和马恩省，西南至塞纳-马恩省，东北部与比利时接壤。
与达马尔接壤的市镇（或旧市镇、城区）包括：奥尔苏瓦地区谢济、米隆堡、马科尼、瓦卢瓦地区帕西。

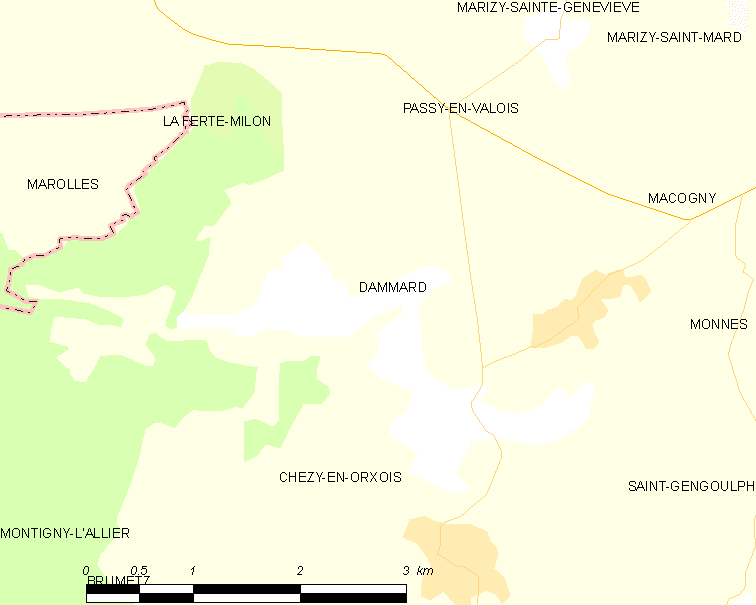
达马尔的OSM定位图

达马尔的时区为UTC+01:00、UTC+02:00（夏令时）。

## 行政
达马尔的邮政编码为02470，INSEE市镇编码为02258。

## 政治
达马尔所属的省级选区为维莱科特雷县。

## 人口

1962-2008年间达马尔人口变化图示

达马尔于2022年1月1日时的人口数量为375人。